# Wakasa (Fukui)
Wakasa (若狭町 Wakasa-chō?) es un pueblo localizado en la prefectura de Fukui, Japón. En octubre de 2019 tenía una población estimada de 14.211 habitantes y una densidad de población de 79,6 personas por km². Su área total es de 178,49 km².

## Geografía

### Localidades circundantes
- Prefectura de Fukui
  - Mihama
  - Obama
- Prefectura de Shiga
  - Takashima

## Demografía
Según los datos del censo japonés, esta es la población de Wakasa en los últimos años.
| 1995   | 2000   | 2005   | 2010   | 2015   |
| ------ | ------ | ------ | ------ | ------ |
| 17.567 | 17.313 | 16.780 | 16.099 | 15.257 |